# Kirk Cameron
Kirk Cameron (12 de outubro de 1970) é um ator americano, mais conhecido por seu papel como Mike Seaver na sitcom do canal ABC Growing Pains (1985-1992), bem como diversas aparições na televisão e várias outras aparições em filmes.
Como ator mirim, Cameron fez várias outras aparições na televisão e nos filmes nas décadas de 1980 e 1990, incluindo os filmes Like Father Like Son (1987) e Listen to Me (1989). Nos anos 2000, ele interpretou Cameron "Buck" Williams na série de filmes Left Behind e Caleb Holt no filme de drama Fireproof (2008). Seu filme de 2014, Saving Christmas, foi comentado negativamente por críticos e chegou ao topo da lista da IMDb Bottom 100 um mês após seu lançamento nos cinemas.
Cameron também é um cristão evangélico ativo, em parceria com Ray Comfort no ministério evangélico The Way of the Master (O Caminho do Mestre), e foi co-fundador da Fundação Firefly com sua esposa, a atriz Chelsea Noble.

## Início de vida
Cameron nasceu no dia 12 de outubro de 1970 na Califórnia. Seus pais são Robert Cameron, um professor aposentado, e Barbara Cameron, uma dona de casa. Ele é o irmão mais velho da Bridgette, Melissa, e Candace Cameron Bure (conhecida por interpretar o papel de D. J. Tanner na comédia de televisão Full House. Ele cursou a escola no set de Growing Pains, em oposição a uma escola normal. Ele se formou no colegial aos 17 anos com honrarias.

## Carreira

### Início de carreira
Cameron começou a atuar aos nove anos e seu primeiro emprego foi em um anúncio de um cereal matinal. Seu primeiro papel foi aos 13 anos, na série de televisão Two Marriages. Nessa idade, ele apareceu em vários programas de televisão e filmes. Ele se tornou famoso em 1985 depois de ser escalado como Mike Seaver na sitcom da ABC Growing Pains. Na série, Mike eventualmente teria uma namorada chamada Kate MacDonald, interpretada por Chelsea Noble, futura esposa de Cameron. Cameron posteriormente se tornou um galã adolescente no final dos anos 80, enquanto aparecia nas capas de várias revistas para adolescentes, incluindo Tiger Beat, Teen Beat, 16 e outras. Na época, ele ganhava US$ 50 mil por semana. Ele também estava em um comercial de 60 segundos da Pepsi durante o Super Bowl XXIV.
Cameron também estrelou o episódio de Full House, de 1988, "Just One of the Guys", no qual interpretou o primo do D. J. Tanner (papel desempenhado pela irmã de Cameron, Candace).[carece de fontes?]
Cameron passou a estrelar muitos filmes, incluindo Like Father Like Son de 1987[carece de fontes?] (uma comédia de mudança de corpo, com Dudley Moore), que foi um sucesso de bilheteria. Seu próximo filme (de 1989) Listen To Me, obteve um fraco desempenho nas bilheterias. Quando Growing Pains terminou em 1992, Cameron estrelou a sitcom da Warner Bros. Kirk, que estreou em 1995 e terminou dois anos depois. Em Kirk, Cameron interpretava Kirk Hartman, um homem de 24 anos de idade que tem que incentivar seus irmãos. Cameron e Noble também trabalharam em Kirk.

### 2000 - 2010
Cameron então havia deixado de lado o cinema e a televisão embora, uma década depois que Growing Pains foi encerrado, ele estrelou um filme-reunião para televisão, o The Growing Pains Movie, em 2000, e Growing Pains: Return of the Seavers, em 2004.[carece de fontes?] Cameron se reuniu com o elenco de Growing Pains para uma entrevista no Larry King Live, da CNN, que foi ao ar em 7 de fevereiro de 2006, em conjunto com o lançamento da Warner Bros. da primeira temporada completa de Growing Pains em DVD. Além disso, Cameron trabalhou frequentemente em produções cristãs, entre as quais os filmes de arrebatamento Left Behind: The Movie, Left Behind II: Tribulation Force e Left Behind: World at War, em que ele interpreta Cameron "Buck" Williams. A esposa de Cameron, Noble, também atuou na série de filmes, interpretando Hattie Durham. Cameron trabalhou com a Cloud Ten Pictures, uma companhia que produz filmes com temas cristãos, e já atuou em vários de seus filmes, incluindo The Miracle of the Cards.
Ele também apareceu no filme de drama de 2008, Fireproof, que foi produzido pela Sherwood Pictures. O filme foi feito com um orçamento de US$ 500.000, com Cameron como ator principal, interpretando o capitão Caleb Holt. Apesar de ser um filme de baixo orçamento, o filme arrecadou $ 33.415.129 e foi um sucesso de bilheteria. Foi a maior bilheteria de filme independente de 2008.

### 2010 - Presente
Em 2012, Cameron foi o narrador e apresentador do documentário Monumental: In Search of America's National Treasure (Monumental: Em Busca do Tesouro Nacional da América). Em seu dia de abertura, 27 de março de 2012, a Monumental arrecadou US$ 28.340. O filme ficou nos cinemas até o dia 20 de maio de 2012, arrecadando um total de US$ 1,23 milhão.
Em 2013, Cameron anunciou que seria o apresentador do filme Unstoppable, previsto para estrear em 24 de setembro de 2013. Um trailer do filme foi bloqueado no Facebook, com Cameron especulando que era devido ao conteúdo religioso do filme. O Facebook removeu o bloqueio, desde então afirmando que foi o resultado de um erro cometido por um sistema automatizado e um site de spam previamente registrado no mesmo endereço da web.
Cameron estrelou e produziu o filme da família Mercy Rule de 2014, no qual ele interpreta um pai que tenta salvar sua pequena empresa de lobistas, enquanto apoia seu filho, que sonha em ser um arremessador, na Little League Baseball. A esposa de Cameron na vida real interpreta sua esposa no filme, que foi lançado diretamente em vídeo e via download digital.
Também em 2014, Cameron estrelou o filme de comédia cristã Saving Christmas. O filme foi comentado negativamente pela crítica, ganhando o prêmio Framboesa de Ouro de 2014 pelo pior filme e pior roteiro. Cameron também ganhou o prêmio de Pior Ator e Pior Screen Combo, que ele ganhou com "seu ego".
Cameron estrelou Extraordinary, um filme de 2017 feito por estudantes da Liberty University que foi o primeiro filme a ser lançado nacionalmente (por uma noite em setembro de 2017). O filme conta o sonho de uma maratona de corrida de um professor de Liberty, cuja travessia de cross country fortalece seu corpo e casamento.
No documentário Connect, de 2018, Cameron ajuda os pais a lidar com os perigos da tecnologia, incluindo as mídias sociais, para seus filhos.

## Ministério Evangelístico
Cameron atualmente faz parceria com o colega evangelista Ray Comfort, treinando cristãos no evangelismo. Juntos, fundaram o ministério The Way of the Master (O Caminho do Mestre), que é mais conhecido pelo programa de televisão de mesmo nome que Cameron co-apresenta, e que ganhou o prêmio de Melhor Programa Nacional de Emissoras Religiosas por dois anos consecutivos. Também anteriormente apresentava um programa de rádio conhecido como The Way of the Master Radio com o apresentador de talk show Todd Friel. O programa de rádio foi mais tarde cancelado e substituído por Wretched Radio (apresentado por Friel). Cameron, junto com sua esposa, fundou a The Firefly Foundation, que administra o Acampamento Firefly, um acampamento de verão que dá às crianças com doenças terminais e suas famílias férias de uma semana grátis.
Cameron e Comfort participaram de um debate televisionado com os ateus Brian Sapient e Kelly O'Conner, da Rational Response Squad, na Igreja Batista Calvary, em Manhattan, em 5 de maio de 2007. Foi moderado por Martin Bashir, da ABC, e partes dele foram ao ar no Nightline. Em questão estava a existência de Deus, que Comfort declarou que ele poderia provar cientificamente, sem depender da fé ou da Bíblia. O público era composto de teístas e ateus. Pontos de discussão incluíram ateísmo e evolução. Enquanto Sapient argumentou durante suas falas que Comfort violou as regras falando sobre os Dez Mandamentos, Cameron declarou mais tarde no programa de rádio, The Way of the Master, que as regras do debate não diziam que a Bíblia nunca poderia ser referenciada, mas sim que Comfort simplesmente tinha que apresentar um argumento que não referisse a Bíblia ou a fé.[carece de fontes?]
Em novembro de 2009, Cameron e outros distribuíram cópias gratuitas de uma versão alterada da Origem das Espécies, de Charles Darwin, em campus universitários nos Estados Unidos. O livro consistia no texto de Darwin com capítulos do livro removidos e com uma introdução adicional de Ray Comfort reiterando as afirmações criacionistas comuns sobre Darwin e evolução. O livro foi desaprovado por cientistas e biógrafos de Darwin que criticaram a omissão dos capítulos principais do livro, e que declarou que a sua introdução contém informações erradas sobre Darwin e longos e refutados argumentos criacionistas sobre a ciência da evolução, tais como a ligação de teorias raciais nazistas às ideias darwinistas. Comfort disse mais tarde que os quatro capítulos foram aleatoriamente escolhidos para serem omitidos, a fim de tornar o livro pequeno o suficiente para ser acessível como uma oferta, com os capítulos ausentes disponíveis para download, mas que os capítulos ausentes foram incluídos na segunda edição, que teve um tamanho de texto menor, fazendo a impressão do livro inteiro uma oferta acessível. A segunda edição ainda carece do prefácio de Darwin e do glossário de termos. O Centro Nacional de Educação Científica organizou uma campanha para distribuir uma análise da introdução de Comfort e um marcador de banana em faculdades nos EUA, uma referência à apresentação da banana por Comfort como argumento para a existência de Deus.
Em 2 de março de 2012, Cameron afirmou no Piers Morgan Tonight, da CNN, quando perguntado sobre a homossexualidade, que é '...não natural, que é prejudicial e, finalmente destrutivo para muitos dos fundamentos da civilização'. Os comentários de Cameron receberam críticas do GLAAD, e provocaram uma reação de ativistas dos direitos gays e celebridades de Hollywood, incluindo Roseanne Barr, Craig Ferguson e Jesse Tyler Ferguson, bem como Tracey Gold e Alan Thicke, co-atores do Growing Pains. Piers Morgan afirmou que Cameron foi corajoso por expressar sua opinião, "no entanto suas crenças podem ser antiquadas". Ele, no entanto, recebeu "milhares de e-mails e comentários" dos apoiadores. Rosie O'Donnell convidou-o para discutir seus pontos de vista em seu talk show, mas ele se recusou e sugeriu um jantar privado para discutir este assunto pessoalmente.
Em 11 de abril de 2012, Cameron foi homenageado pela Universidade Wesleyana de Indiana e ingressou na Society of World Changers durante uma cerimônia em que ele falou no campus da IWU.

## Vida pessoal
Cameron e sua esposa, a estrela de Growing Pains, Chelsea Noble, se casaram em 21 de julho de 1991. Eles agora têm seis filhos, quatro dos quais foram adotados: Jack (nascido em 1996), Isabella (nascida em 1997), Anna (nascida em 1998), e Luke (nascido em 2000); e dois biológicos: Olivia (nascida em 2001) e James (nascido em 2003).

### Conversão ao Cristianismo
Cameron era ateu no início da adolescência. Quando ele tinha 17 anos, durante o auge de sua carreira em Growing Pains, ele se tornou um cristão nascido de novo.
Depois de converter-se ao Cristianismo Protestante, ele começou a insistir que as histórias fossem editadas para remover qualquer coisa que ele considerasse muito adulta ou inadequada em Growing Pains.
Depois que a série foi cancelada, Cameron não manteve contato com seus ex-colegas e não falou com Tracey Gold por oito anos. Cameron afirmou que isso não se devia a qualquer animosidade de sua parte em relação a qualquer de seus ex-membros do elenco, mas à conseqüência de seu desejo de começar uma nova vida longe da indústria do entretenimento, e a vida em que ele estivera no passado sete anos antes.
Antes da estreia de The Growing Pains Movie em 2000, para o qual todo o elenco principal se reuniu, Cameron descreveu seus arrependimentos sobre como seu relacionamento com seus colegas de elenco mudou após sua conversão religiosa durante a produção da série, dizendo: "Eu definitivamente meio que fiz uma reviravolta, indo em direção a outro aspecto da minha vida ", admite Cameron. "Eu mudei meu foco de 100% no programa, para 100% em [minha nova vida], e deixei 0% no show - e até mesmo as amizades que faziam parte daquele show. Se eu pudesse voltar, eu acho que poderia tomar decisões que fossem menos inadvertidamente prejudiciais ao elenco - como conversar e explicar a elas porquê eu só queria ter minha família no meu casamento ".

## Filmografia

### Televisão
| Ano             | Título                                        | Personagem            | Notas                                                                    |
| --------------- | --------------------------------------------- | --------------------- | ------------------------------------------------------------------------ |
| 1981            | Goliath Awaits                                | Liam                  | Filme                                                                    |
| 1981            | Bret Maverick                                 | Menino #1             | Episódios: "The Lazy Ace" (Partes 1 & 2)                                 |
| 1982            | Beyond Witch Mountain                         | Menino                | Filme                                                                    |
| 1982            | Herbie, the Love Bug                          | Garoto                | Episódio: "Herbie the Matchmaker"                                        |
| 1982            | Lou Grant                                     | Joey                  | Episódio: "Victims"                                                      |
| 1983            | Starflight: The Plane That Couldn't Land      | Gary                  | Filme                                                                    |
| 1983            | Two Marriages                                 | Eric Armstrong        | Episódio: "Relativity"                                                   |
| 1983            | ABC Afterschool Specials                      | Willy Jeff            | "The Woman Who Willed a Miracle" "Andrea's Story: A Hitchhiking Tragedy" |
| 1984            | More Than Murder                              | Bobby                 | Filme                                                                    |
| 1984            | Children in the Crossfire                     | Mickey Chandler       | Filme                                                                    |
| 1985 - 1992     | Growing Pains                                 | Mike Seaver           | 167 episódios                                                            |
| 1988            | Full House                                    | Primo Steve           | Episódio: "Just One of the Guys"                                         |
| 1990            | The Secrets of the Back to the Future Trilogy | Ele mesmo (anfitrião) | Programa de bastidores                                                   |
| 1991            | A Little Piece of Heaven                      | Will Loomis           | Filme                                                                    |
| 1994            | Star Struck                                   | Corredor              | Filme                                                                    |
| 1995            | The Computer Wore Tennis Shoes                | Dexter Riley          | Filme                                                                    |
| 1995 - 1996     | Kirk                                          | Kirk Hartman          | 31 episódios                                                             |
| 1998            | You Lucky Dog                                 | Jack Morgan           | Filme                                                                    |
| 2000            | The Growing Pains Movie                       | Mike Seaver           | Filme                                                                    |
| 2001            | Touched by an Angel                           | Chuck Parker          | Episódio: "The Birthday Present"                                         |
| 2001            | The Miracle of the Cards                      | Josh                  | Filme                                                                    |
| 2002            | Family Law                                    | Mitchell Stark        | Episódio: "Blood and Water"                                              |
| 2003 - 2013     | Praise the Lord                               | Anfitrião recorrente  |                                                                          |
| 2003 - presente | The Way of the Master                         | Ele mesmo/anfitrião   |                                                                          |
| 2004            | Growing Pains: Return of the Seavers          | Mike Seaver           | Filme                                                                    |
| 2019            | Fuller House                                  | Ele mesmo             | Episódio: "Five Dates with Kimmy Gibbler"                                |

### Cinema
| Ano  | Título                                               | Personagem                       | Notas                                      |
| ---- | ---------------------------------------------------- | -------------------------------- | ------------------------------------------ |
| 1986 | The Best of Times                                    | Teddy                            |                                            |
| 1987 | Like Father Like Son                                 | Chris Hammond / Dr. Jack Hammond |                                            |
| 1989 | Listen to Me                                         | Tucker Muldowney                 |                                            |
| 1990 | The Willies                                          | Mike Seaver                      |                                            |
| 1998 | The Birth of Jesus                                   | Tio Kirk                         | Diretamente em vídeo                       |
| 2001 | Left Behind: The Movie                               | Buck Williams                    |                                            |
| 2002 | Left Behind II: Tribulation Force                    | Buck Williams                    |                                            |
| 2005 | Left Behind: World at War                            | Buck Williams                    |                                            |
| 2008 | Fireproof                                            | Caleb Holt                       |                                            |
| 2012 | Monumental: In Search of America's National Treasure | Ele mesmo                        | Documentário; também foi produtor          |
| 2013 | Unstoppable                                          | Ele mesmo                        | Documentário                               |
| 2014 | Mercy Rule                                           | John Miller                      | Diretamente em vídeo e download digital    |
| 2014 | Saving Christmas                                     | Kirk                             | Distribuição limitada em cinemas nacionais |
| 2017 | Extraordinary                                        | Barry                            |                                            |
| 2018 | Connect                                              | Ele mesmo                        |                                            |
| 2022 | Lifemark                                             | Jimmy Colton                     |                                            |

### Videogames
| Ano  | Título    | Personagem | Nota |
| ---- | --------- | ---------- | ---- |
| 1994 | The Horde | Chauncey   |      |

## Prêmios e Indicações
| Ano  | Associação                        | Categoria                                                                                         | Trabalhos             | Resultado | Referência |
| ---- | --------------------------------- | ------------------------------------------------------------------------------------------------- | --------------------- | --------- | ---------- |
| 1985 | Young Artist Award                | Melhor jovem ator coadjuvante em um drama diurno ou noturno                                       | Two Marriages         | Indicado  | [ 57 ]     |
| 1986 | Young Artist Award                | Melhor jovem ator estrelando em uma nova série de televisão                                       | Growing Pains         | Venceu    | [ 57 ]     |
| 1987 | Young Artist Award                | Desempenho excepcional por um ator jovem estrelando em uma série de comédia ou drama de televisão | Growing Pains         | Venceu    | [ 57 ]     |
| 1987 | Young Artist Award                | Melhor Jovem Superstar Masculino na Televisão                                                     | Growing Pains         | Venceu    | [ 57 ]     |
| 1987 | Saturn Award                      | Melhor desempenho de um ator mais jovem                                                           | Like Father, Like Son | Venceu    |            |
| 1987 | Golden Globe Awards               | Melhor Ator Coadjuvante - Série, Minissérie ou Filme Televisivo                                   | Growing Pains         | Indicado  | [ 57 ]     |
| 1988 | People's Choice Awards            | Artista Jovem de Televisão Favorito                                                               |                       | Venceu    | [ 58 ]     |
| 1989 | Young Artist Award                | Melhor jovem ator estrelado em um filme                                                           | Listen to Me          | Indicado  |            |
| 1989 | Golden Globe Awards               | Melhor Ator Coadjuvante - Série, Minissérie ou Filme Televisivo                                   | Growing Pains         | Indicado  | [ 56 ]     |
| 1989 | People's Choice Awards            | Artista Jovem de Televisão Favorito                                                               |                       | Venceu    |            |
| 1990 | Kids' Choice Awards               | Ator de TV favorito                                                                               | Growing Pains         | Venceu    |            |
| 2012 | Universidade Wesleyana de Indiana | Sociedade dos que Mudam o Mundo                                                                   |                       | Venceu    | [ 51 ]     |
| 2014 | Framboesa de Ouro                 | Pior filme                                                                                        | Saving Christmas      | Venceu    |            |

### Leitura Adicional
- Still Growing: An Autobiography (with Lissa Halls Johnson), em inglês: ISBN 0-8307-4451-7.